# スペイン航空宇宙軍
スペイン航空宇宙軍（スペインこうくううちゅうぐん、スペイン語: Ejército del Aire y del Espacio）は、スペインの空軍・宇宙軍組織である。

## 歴史

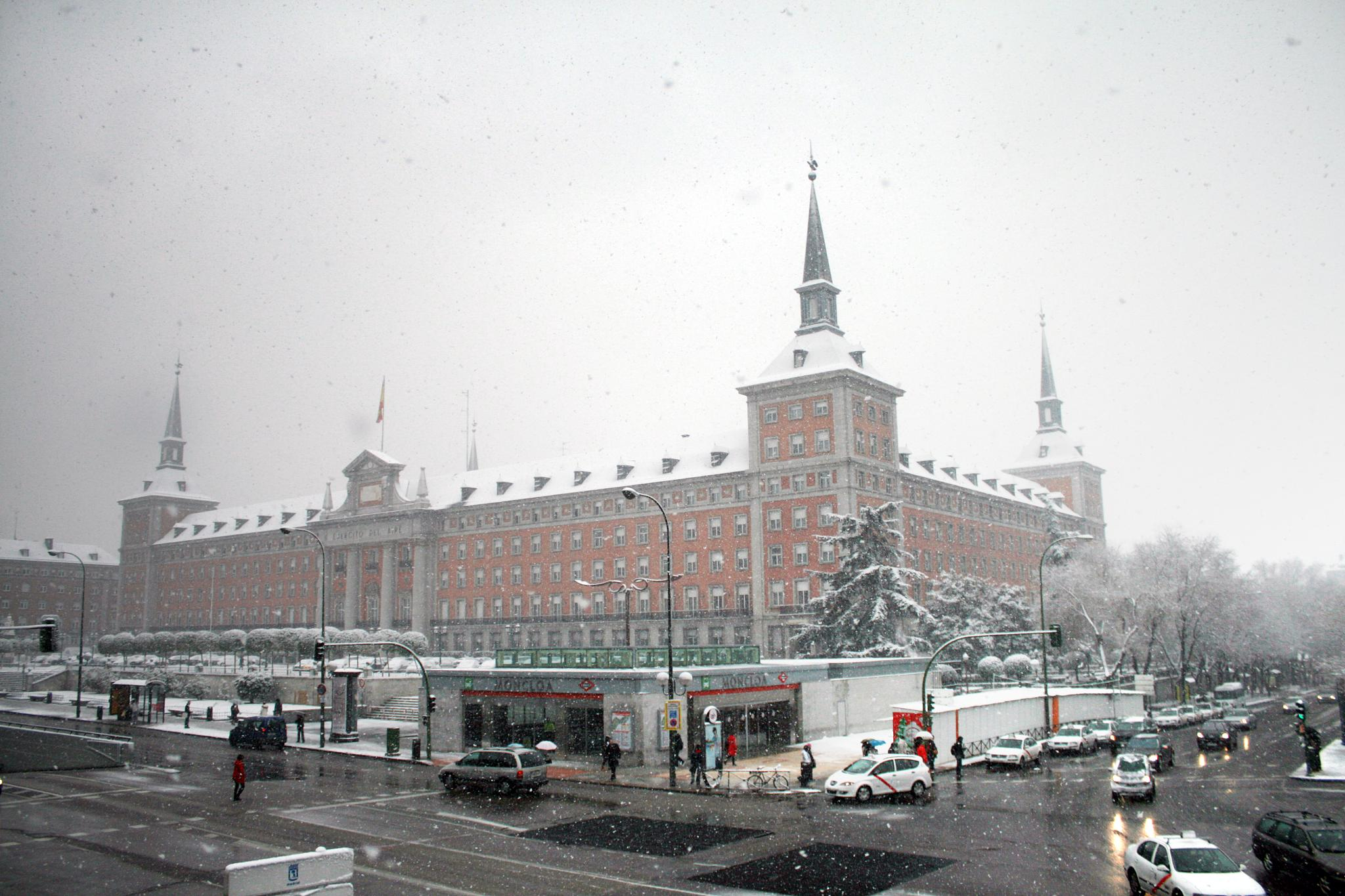
スペイン航空宇宙軍総司令部（マドリード）

スペイン王立陸軍は1910年から勅令により航空機や航空技術の研究を開始し、1913年10月に空軍の前身となる陸軍航空隊が発足した。スペインは第一次世界大戦には参加せず空中戦を経験しなかったが、1925年の第三次リーフ戦争のアル・ホセイマ上陸では海軍の水上機母艦デダロが参加し、水上機や飛行船を使っての揚陸支援を行った。航空戦力が上陸作戦を支援したのは世界でも最初期にあたる。
スペイン内戦では、航空部隊のほとんどが人民戦線政府に付き、スペイン共和国空軍（Fuerzas Aéreas de la República Española, FARE）を名乗った。航空戦力で劣勢のフランコ率いる反乱軍はナチス・ドイツおよびイタリアの戦闘機やパイロットの支援を受けて戦っている。
内戦終了後、1939年2月28日に陸海軍から独立した空軍が誕生した。第二次世界大戦にもスペインは参加しなかったが、スペイン空軍はドイツの戦闘機等を購入して増強を続け、独ソ戦にあたってはパイロットが義勇兵としてドイツ国防軍に参加し、青戦隊を名乗った（青師団を参照）。戦後国際的孤立に陥っていたフランコ体制下のスペインは、1953年にアメリカ合衆国と米西防衛協定を締結し、アメリカからの軍事支援でドイツ製の軍備を置き換えていった。同時にアメリカに対してモロン空軍基地、サラゴサ空軍基地、トレホン・デ・アルドス空軍基地への駐留を認めた。
2022年6月、スペイン政府は、宇宙分野が国防上重要になっているという新たな現実に対応するため、「空軍」（Ejército del Aire）を「航空宇宙軍」（Ejército del Aire y del Espacio）に改称することを発表した。

## 組織
航空宇宙軍は、航空宇宙軍参謀総長（JEMAE）の下で、戦闘航空集団、全般航空集団、カナリアス航空集団で構成される実力部隊系（Fuerza Aerea）、参謀本部（EMA）、航空宇宙軍法務顧問（AJA）などで構成される航空宇宙軍本部系（Cuartel General）、および人事集団、会計局、後方支援集団から構成される部隊支援系（Apoyo a la Fuerza）の3系統で組織されている。
曲技飛行隊はC-101 アビオジェットを使用するパトルーラ・アギラと、ユーロコプター EC 120を使用するPatrulla ASPAがある。

### 航空宇宙軍本部
- 航空宇宙軍本部（CGEAE）
  - 航空宇宙軍本部グループ（ACGEAE）
    - 航空宇宙軍本部グループ支援群
    - 航空宇宙軍本部グループ保安群（GRUSEG）
    - 航空宇宙軍本部車両隊

  - 航空宇宙軍歴史文化部（SHYCEA）
  - 孤児賛助会
  - 航空宇宙軍法務顧問（AJA）
  - 航空宇宙軍栄誉隊（EDHEA）
  - 技術支援サイバー空間役務本部（JSTCIBER）
    - 情報システム電気通信局（DCIS）
    - 技術支援局（DST）
    - サイバー防衛局（DCD）
    - 経営情報センター（CIGES）

  - 航空宇宙軍参謀本部（EMA）
    - 計画部（DPL）
    - 作戦部（DOP）
    - 兵站部（DLO）
    - 部隊防護保安局（DSPF）
    - 事務総局
    - 参謀次長
    - 航空戦センター
    - 航空宇宙軍参謀総長付官房
- 会計局（DAE）
- 中央調停本部（IDC）

### 戦闘航空集団
戦闘航空集団（Mando Aéreo de Combate）は、空軍参謀総長の下で迅速効果的な航空作戦を実施するため、空軍の戦闘部隊への指揮命令や管制システムの準備、戦闘任務の支援、多国籍による連合作戦などを実施することにある。この特定任務に対応するため戦闘航空集団は平時に、永続的または一時的な割り当てを持って、制空戦闘、航空訓練、航空部隊の戦闘評価、戦闘支援および指揮統制システムの準備状況と運用状況の確認、軍事作戦、各種計画やその執行に責任を負う。
- 戦闘航空集団（MACOM）
  - 第11航空団およびモロン空軍基地
  - 第12航空団
  - 第14航空団およびアルバセテ空軍基地
  - 第15航空団
  - 第31航空団
  - 第35航空団およびヘタフェ空軍基地
  - 第15航空団
  - 第47航空混成群
  - バルデナス航空写真撮影訓練隊
  - 指揮統制システム司令部（JSMC）
    - 警戒管制群（GRUALERCON）
    - 航空管制業務群（GRUCAO）
    - 北部指揮統制群（GRUNOMAC）
    - 中部指揮統制群（GRUCEMAC）
    - 機動航空管制群（GRUMOCA）
    - バルセロナ航空管制業務隊（ECAO Barcelona）
    - ラス・パルマス航空管制業務隊（ECAO Las Palmas）
    - マドリード航空管制業務隊（ECAO Madrid）
    - セビリア航空管制業務隊（ECAO Sevilla）
    - 第1航空監視隊およびエル・フラスノ航空区（EVA 1）
    - 第2航空監視隊およびビジャトバス航空区（EVA 2）
    - 第3航空監視隊およびコンスタンティナ航空区（EVA 3）
    - 第4航空監視隊およびロサス航空区（EVA 4）
    - 第5航空監視隊およびアイタナ航空区（EVA 5）
    - 第7航空監視隊およびプツ・マヨ航空区（EVA 7）
    - 第9航空監視隊およびモリトル航空区（EVA 9）
    - 第10航空監視隊およびバルバンサ航空駐屯地（EVA 10）
    - 第11航空監視隊およびアルカラ・デ・ロス・ガスレス航空区（EVA 11）
    - 第12航空監視隊およびエスピノサ・デ・ロス・モンテロス航空区（EVA 12）
    - 第13航空監視隊およびシエラ・エスプーニャ航空区（EVA 13）
    - 第14航空監視隊（EVA 14）
    - 第21航空監視隊およびポサ・デ・ラス・ニエバス航空区（EVA 21）
    - 第22航空監視隊およびペーニャス・デル・チャーチェ航空区（EVA 22）

  - 工兵落下傘中隊（EZAPAC）
  - 航空展開支援隊（EADA）
  - 航空展開支援第2飛行隊（SEADA）
  - マドリード航空展開支援医療隊（UMAAD-Madrid）
  - サラゴサ航空展開支援医療隊（UMAAD-Zaragoza）
  - 航空救難医療隊（UMAER）
  - 航空機動本部（JMOVA）

### 全般航空集団
全般航空集団（Mando Aéreo General）は、マドリードに司令部を置き、航空宇宙軍参謀総長の下で平時における永続的もしくは一時的な特定任務の遂行、警戒・管制、補助部隊の教育と評価、新入兵士の受け入れ、飛行試験、核生物科学兵器に対する防護、地域別の燃料・車両の管理運用、基地施設の運用などを担当している。
- 全般航空集団（MAGEN）
  - 第23航空団
  - 第37航空団
  - 第48航空団
    - 空軍第402飛行隊
    - 空軍第803飛行隊

  - 第49航空団
  - 第78航空団
  - 空軍第42群
  - 空軍第43群
  - 空軍第45群
  - 空軍基礎学校（ABA、下士官教育）
  - 空軍一般学校（AGA、需品、技師、専門家対象の初級士官教育）
  - 保安技術・防護支援学校（ETESDA）
  - 指揮命令電信技術学校（EMACOT）
  - 航空宇宙技術学校（ESTAER）
  - メンデス・パラーダ軍事降下学校
    - 空軍第721飛行隊
    - 空軍落下傘曲芸巡察隊（PAPEA）

  - マタカン学校群（GRUEMA）
  - 北部軍事規律機関（EDM Norte）
  - 車両教育隊（ESAUTO）
  - 写真地図センター（CECAF）
  - サラゴサ空軍薬品センター（CEFARZA、保健局を介して医療用品などの管理・流通）
  - 航空宇宙観測システムセンター（CESAEROB）
  - 装備実験兵站センター（CLAEX）
  - 需品兵站センター（CLOIN）
  - 資材支援兵站センター（CLOMA）
  - アルバセテ航空工廠（MAESAL）
  - セビリア航空工廠（MAESE）
  - マドリード航空工廠（MAESMA）
  - 航空捜索救難本部（JESAR）
    - マドリード救難調整センター（RCC Madrid）
    - 第48航空団
    - 空軍第801飛行隊
    - 空軍第802飛行隊

  - 車両群（GRUAUT）
  - 通信群（GRUTRA）
  - 第2通信隊 / カスティジェハ航空駐屯地
  - 第3通信隊 / ロス・レオネス航空駐屯地
  - 第4通信隊 / エル・ベダット航空駐屯地
  - 第6通信隊 / ラ・ムエラ航空駐屯地
  - エル・プラト航空駐屯地
  - ボバディージャ航空駐屯
  - クアトロ・ビエントス航空基地群
  - トレホン航空基地群
  - サラゴサ航空基地群
  - ヘタフェ航空基地群
  - タブラダ航空基地群
  - アルカンタリージャ航空基地
  - ソン・サン・フアン航空基地
  - マラガ航空基地
  - ポレンサ軍用飛行場
  - サンティアゴ軍用飛行場
  - 「コゴロス」社会活動レジデンシア（人事補助局を介して人事集団と全般集団の組織として福祉活動に従事）
  - 「エル・プラト」社会活動レジデンシア
  - 「ナバセラダ」社会活動レジデンシア

### カナリアス航空集団
カナリアス航空集団（Mando Aéreo de Canarias）は、グラン・カナリア島ラス・パルマス・デ・グラン・カナリアに司令部を置き、空軍によるカナリアス諸島における総合的防空任務を担当する。
- カナリアス航空集団（MACAN）
  - カナリアス航空集団司令部群
  - 空軍第802飛行隊（戦闘航空救難任務）
  - ランサローテ軍飛行場
  - 第46航空団（Ala 46）
    - 第462飛行隊（F-18戦闘機を装備）

  - ラス・パルマス航空部門

### 人事集団
人事集団（Mando de Personal）は、航空宇宙軍参謀総長の下でスペイン航空宇宙軍における人事に関する管理統制を担当する。
- 人事集団（MAPER）
  - 人事集団司令部補助機関（OAJMAPER）
  - 人事補助局（DAP）
  - 教育局（DEN）
  - 人事局（DIPER）
  - 保健局（DSA）
  - 言語部
  - 「バルベラン・イ・コジャール」文化協力スポーツセンター（CDSC "Barberán y Collar"）
  - 「シウダ・デル・アイレ」文化協力スポーツセンター（CDSC "Ciudad del Aire"）
  - 「クアトロ・ビエントス」文化協力スポーツセンター（CDSC "Cuatro Vientos"）
  - 「フェルナンデス・トゥデーラ」文化協力スポーツセンター（CDSC "Fernández Tudela"）
  - ルイス・アルダ士官文化協力スポーツセンター
  - バルベラン大学校
  - ヌエストラ・セニューラ・デ・ロレト小学校（航空宇宙軍関連孤児の受け入れ校）

### 後方支援集団
後方支援集団（Mando del Apoyo Logístico）は、航空宇宙軍参謀総長の下でスペイン航空宇宙軍における開発計画、調達、供給、兵器システム、保守整備、輸送、設備管理、各種部隊向け後方支援などを担当する。
- 後方支援集団（MALOG）
  - 後方支援集団司令部補助機関（OAJMALOG）
  - 輸送補給局（DAT）
  - 施設局（DFR）
  - 整備局（DMA）
  - 武器システム局（DIS）

## 基地

基地の位置

- トレホン・デ・アルドス空軍基地（軍民共用、マドリード州マドリード）
- ヘタフェ空軍基地（マドリード州ヘタフェ）
- マドリード＝クアトロ・ビエントス空軍基地（軍民共用、マドリード州マドリード）
- マタカン空軍基地（軍民共用、サラマンカ県エンシナス・デ・アバホ）
- ビリャヌブラ空軍基地（軍民共用、バリャドリッド県ビリャヌブラ）
- サラゴサ空軍基地（サラゴサ県サラゴサ）
- ソン・サン・ファン空軍基地（軍民共用、バレアレス諸島自治州パルマ・デ・マヨルカ）
- モロン空軍基地（セビリア県モロン・デ・ラ・フロンテラ）
- アルミーリャ空軍基地（グラナダ県アルミーリャ）
- タラベラ・ラ・レアル空軍基地（バダホス県バダホス）
- サン・ハビエル空軍基地（公共、ムルシア州サン・ハビエル）
- アルカンタリーリャ空軍基地（ムルシア州サンゴネラ・ラ・セカ）
- ロス・リャノス空軍基地（アルバセテ県アルバセテ）
- ガンド空軍基地（軍民共用、ラス・パルマス県ラス・パルマス・デ・グラン・カナリア）
- ランサローテ軍用飛行場（ラス・パルマス県ランサローテ）
- マラガ空軍基地（軍民共用、マラガ県マラガ）
- レオン軍用飛行場（スペイン語版）（レオン県レオン）
- サンティアゴ軍用飛行場（スペイン語版）（ア・コルーニャ県サンティアゴ・デ・コンポステーラ）

## 階級
| 士官                   |                       |  |         |
| 元帥格の航空宇宙軍大将 | Capitán General       |  | OF-10   |
| 航空宇宙軍大将         | General del Aire      |  | OF-9    |
| 航空宇宙軍中将         | Teniente General      |  | OF-8    |
| 航空宇宙軍少将         | General de División   |  | OF-7    |
| 航空宇宙軍准将         | General de Brigada    |  | OF-6    |
| 航空宇宙軍大佐         | Coronel               |  | OF-5    |
| 航空宇宙軍中佐         | Teniente Coronel      |  | OF-4    |
| 航空宇宙軍少佐         | Comandante            |  | OF-3    |
| 航空宇宙軍大尉         | Capitán               |  | OF-2    |
| 航空宇宙軍中尉         | Teniente              |  | OF-1    |
| 航空宇宙軍少尉         | Alférez               |  | OF-1    |
| 少尉候補生             | Alférez Alumno        |  | OF-D    |
| 学生 / 女性学生        | Caballero/Dama Cadete |  | Student |
| 准士官および下士官     |                       |  |         |
| 航空宇宙軍上級准尉     | Suboficial mayor      |  | OR-9    |
| 航空宇宙軍准尉         | Subteniente           |  | OR-9    |
| 航空宇宙軍曹長         | Brigada               |  | OR-8    |
| 航空宇宙軍一等軍曹     | Sargento Primero      |  | OR-7    |
| 航空宇宙軍二等軍曹     | Sargento              |  | OR-6    |
| 航空宇宙軍上級伍長     | Cabo Mayor            |  | OR-5    |
| 航空宇宙軍一等伍長     | Cabo Primero          |  | OR-4    |
| 兵卒                   |                       |  |         |
| 航空宇宙軍二等伍長     | Cabo                  |  | OR-3    |
| 航空宇宙軍一等兵       | Soldado de primera    |  | OR-2    |
| 航空宇宙軍二等兵       | Soldado               |  | OR-1    |

## 装備

### 固定翼機

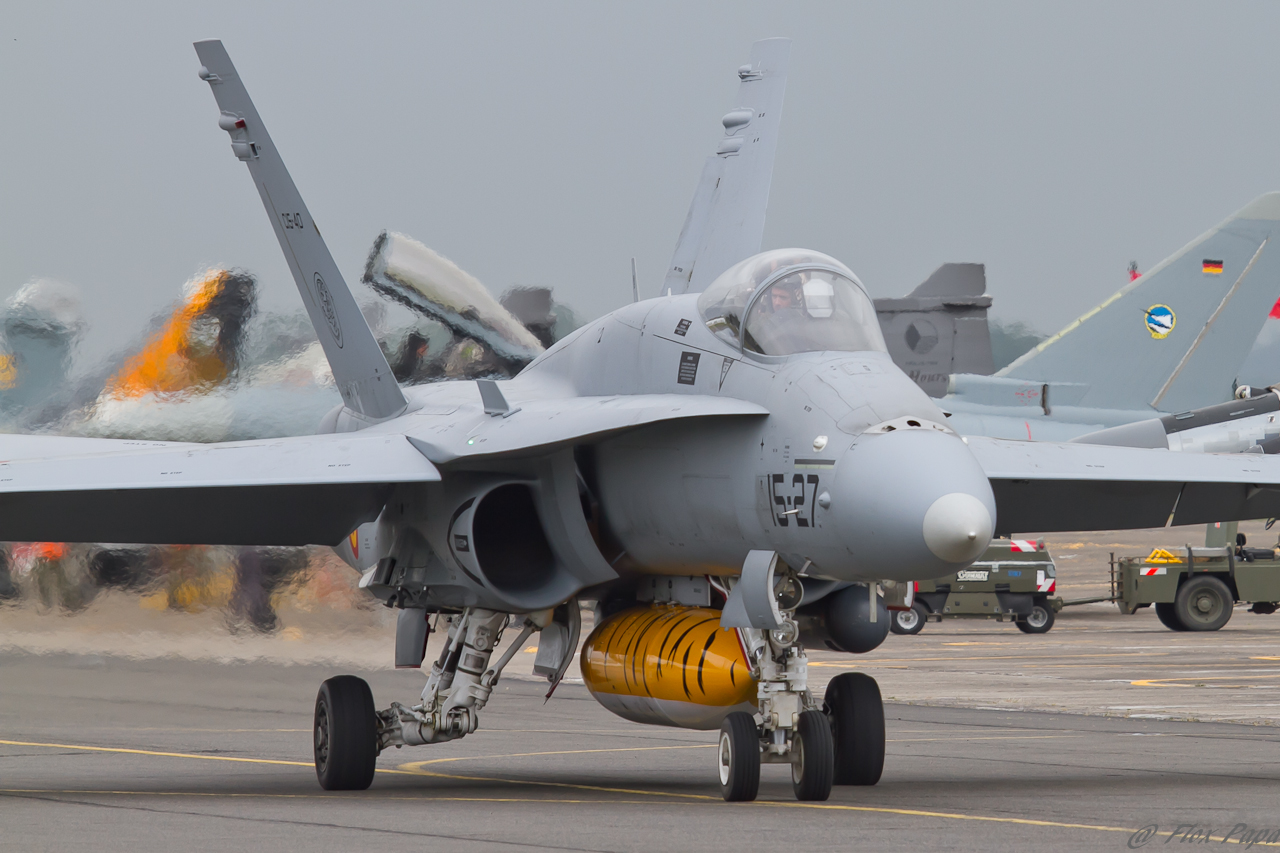
スペイン空軍のEF-18

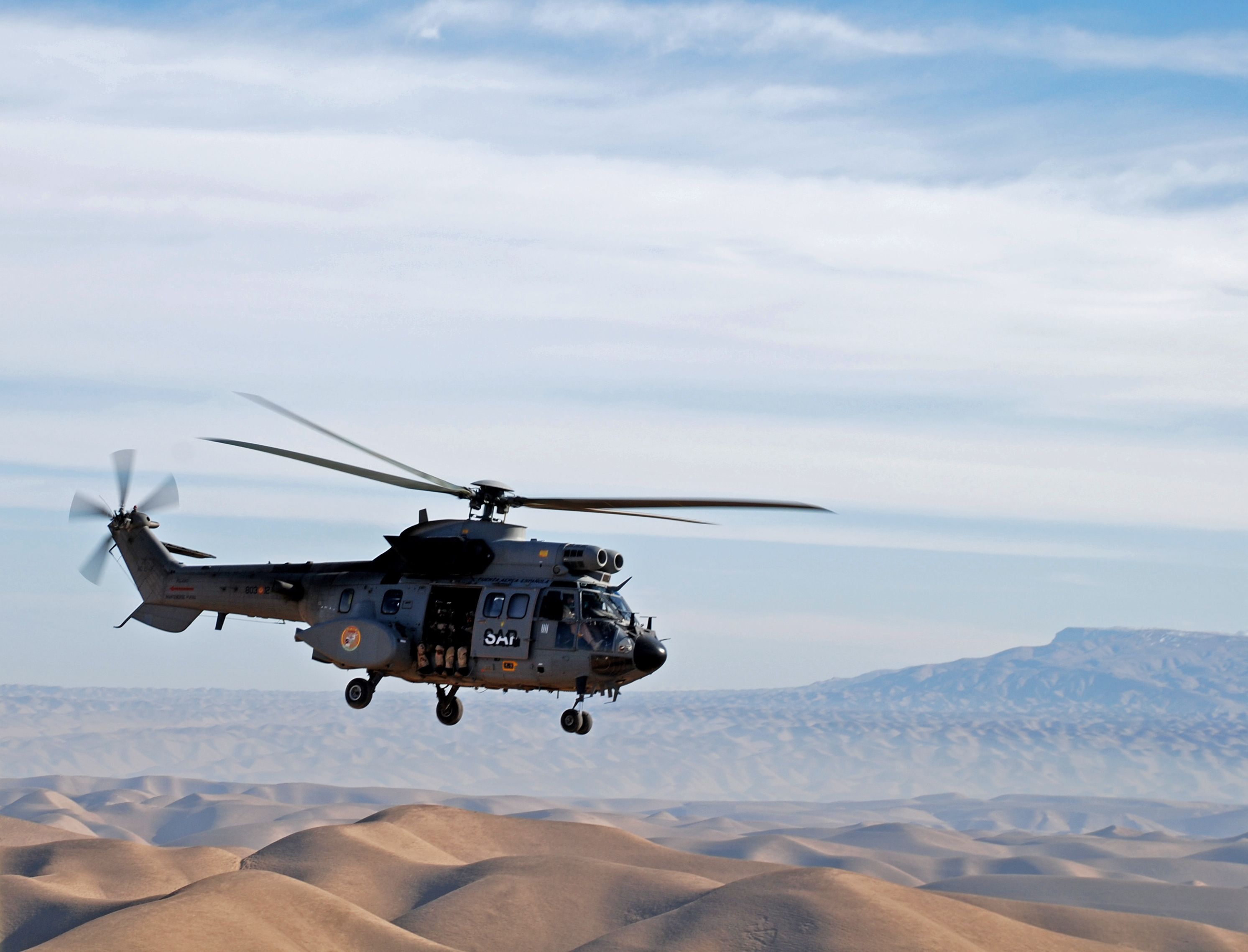
スペイン空軍のAS 332

#### 戦闘機
- EF-18M/F/A-18A/B ホーネット ×84
- ユーロファイター タイフーン ×68

#### 偵察機・対潜哨戒機・早期警戒機
- CASA C-212 ×3
- CASA CN-235 ×9
- ファルコン20 ×1
- P-3M オライオン ×3

#### 輸送機
- エアバスA330 ×2
- エアバス A400M ×13
- CASA C-212 ×8
- CASA CN-235 ×20
- セスナ サイテーション ×3
- ビーチクラフト キングエア ×3

#### 練習機
- C-101 ×41
- F-5M タイガーII ×19
- H120 ×12
- PC-21 ×24
- S-76 ×8
- T-35 ×34

#### 回転翼機
- AS332 ×12
- NH90 ×6

## スペイン航空宇宙軍の歌

### スペイン航空宇宙軍の歌 - Himno del Ejército del Aire
作詞：ホセ・マリヤ・ペマン（スペイン語）, リカルド・ドマド（1967年変更）

#### 1.
Alcemos el vuelo,
sobre el alto cielo
lejos de la tierra
la esperanza nos lleva detrás.
El Aire en la guerra
comienza a ser paz.

Midiendo del Aire la limpia grandeza
el alma se llena de luz y de amor
la vida y la muerte cantan la belleza
de una España más clara y mejor.

Volad, alas gloriosas de España
estrellas de un cielo radiante de sol
escribid sobre el viento la hazaña
la gloria infinita de ser Español.

#### 2.
A España ofrecida,
tengo muerte y vida
como quien las juega
en un lance de gloria y honor
la aurora me lleva
como un nuevo amor.

Alegre la mano tenaz el empeño
la rosa del viento tomamos por cruz
jamás bajaremos desde nuestro sueño
a una España sin gloria y sin luz.

Volad, alas gloriosas de España
estrellas de un cielo radiante de sol
escribid sobre el viento la hazaña
la gloria infinita de ser Español.